# Iphiclides
Iphiclides is een geslacht van vlinders uit de familie van de pages (Papilionidae).

## Soorten
- Iphiclides chungianus Murayama, 1961
- Iphiclides feisthamelii (Duponchel, 1832)
- Iphiclides podalirinus (Oberthür, 1890)
- Iphiclides podalirius (Scopoli, 1763) - Koningspage